# حيدر العبادي

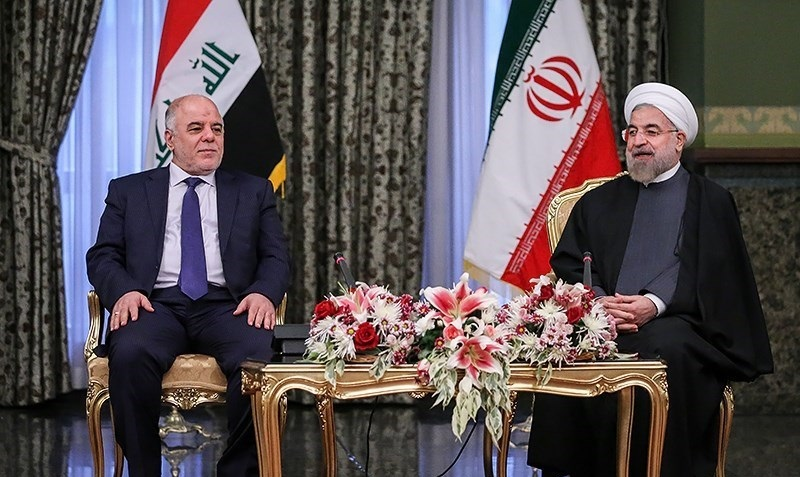
حيدر العبادي مع الرئيس الإيراني حسن روحاني.

حيدر جواد كاظم العبادي (وُلد في 25 نيسان/أبريل 1952) رئيس الوزراء العراقي الأسبق، تولى رئاسة مجلس الوزراء من 8 أيلول (سبتمبر) 2014 إلى 25 تشرين الأول (أكتوبر) 2018. كان عُضوًا بارزًا في حزب الدعوة الإسلاميَّة قبل أن يُعلن إنسحابه منه ليترأس بعدها تحالف النصر. عاش في كنف عائلة عرفت في منطقة الكرادة الشرقيَّة بالتجارة ومحلات العطارة.

## الأسرة
ينتسب حيدر العبادي إلى عشيرة عبادة، متزوج من اثنتين، كنية الزوجة الأولى أم يُسر، ذكر الكاتبُ هادي حسن عليوي أن أخ مصطفى الكاظمي، اسمه صباح، متزوج من أخت زوجة حيدر العبادي، أم يُسر.، واسم الزوجة الثانية سارة خالد الفهداوي الدليمي، أبو سارة خالد سليمان الفهداوي كاتب إسلامي سني، قُتل بحادث تفجير في أحد جوامع بغداد، وعمّ سارة هو محمد سليمان الفهداوي، عيّنه حيدر العبادي مديراً عاماً للاضرحة والمراقد السنية في 17 تموز سنة 2018.

## الدراسة
تدرّج حيدر بالدراسة الابتدائية والمتوسطة والإعدادية في بغداد، ونال شهادة البكالوريوس من الجامعة التكنولوجية قسم الهندسة الكهربائية ببغداد عام 1975، ليهاجر بعدها من العراق في بداية السبعينات لإكمال دراسته في بريطانيا، وحصل على شهادة الماجستير عام 1977، ثم الدكتوراه عام 1980، من جامعة مانشستر البريطانية، في تخصص الهندسة الكهربائية، وبقي في لندن منذ ذلك الحين، حتى عام 2003، الذي عاد فيه إلى العراق.

## مسيرته في حزب الدعوة
أصدر كرّاساً يشرح فيه مسيرته «الجهادية» مع حزب الدعوة الإسلامية، ضمن حملته للدعاية الانتخابية الحزبية، ذكر فيه أنه انتمى إلى حزب الدعوة عام 1967. وكان عمره آنذاك خمسة عشر عاما. واختير مسؤولا لتنظيمات الحزب في بريطانيا عام 1977. وحصل على عضوية القيادة التنفيذية للحزب عام 1979.
وفي عام 1980 اختير مسؤولا لمكتب الشرق الأوسط للحزب، الذي كان مقره في بيروت، لكنه بقى يدير المكتب من لندن، مما ولد اشكالات داخل الحزب أدت إلى استبداله، وفي سنة 1983م قرّرَ مجلس قيادة الثورة سحب جنسية حيدر العبادي، وأُعيدت له بعد الاحتلال الأمريكي للعراق سنة 2003.
سمى حزب الدعوة العبادي متحدثا باسمه، لكنه لا يظهر إلى الإعلام، إلا قليلا.
انسحب العبادي من جميع مواقعه في حزب الدعوة عام 2019 ودعا في انسحابه إلى المراجعة النقدية والتجديد بالخطاب والهيكلة لما يعانيه الحزب من انقسامات كبيرة.

## بعد الغزو الأمريكي عام 2003
خلال مسيرته في العراق منذ عام 2003. تسلّم منصب وزير الاتصالات في الحكومة الانتقالية التي ترأسها إياد علاوي، ثم نائبا في البرلمان عام 2005.
ترأس لجنة الاقتصاد والاستثمار النيابية في البرلمان عام 2005. واللجنة المالية في البرلمان عام 2010، وواجه صراعات سياسية عديدة بخصوص موازنة البلد المالية لعام 2013. ليكون بعدها رئيساً للوزراء عام 2014 إلى عام 2018.

## رئاسة الوزراء
طُرح اسم العبادي كأحد أبرز مرشحي حزب الدعوة لرئاسة الوزراء عام 2006، أثناء عملية استبدال إبراهيم الجعفري، وعاد ليطرح اسمه من جديد وسط مفاوضات تشكيل الحكومة عام 2010  وبعد انتخابات 2014 تولى منصب نائب رئيس مجلس النواب العراقي، وفي 11 آب 2014 كلفه التحالف الوطني ورئيس الجمهورية فؤاد معصوم بتشكيل الحكومة ليكون رئيس مجلس الوزراء الجديد خلفاً لنوري المالكي رئيس إئتلاف دولة القانون والذي قدّم احتجاجاً إلى المحكمة الإتحادية بأنّه الأحق بتولي المنصب. ثمّ بعد عدّة أيام تنازل نوري كامل المالكي لصالح حيدر العبادي وسحب نوري القضية الّتي قدّمها إلى المحكمة الإتحادية، والتي تضمّنت اتهام الرئيس العراقي فؤاد معصوم بخرقه للدستور عندما كلف حيدر العبادي بتولي رئاسة الوزراء العراقية.
- في 8 سبتمبر 2014 قبل يومين من انتهاء المهلة الدستورية أعطى البرلمان العراقي الثقة لحكومة العبادي.
- في 9 أغسطس 2015 أعلن حيدر العبادي عن مجموعة قرارات وإصلاحات أبرزها إلغاء مناصب نواب رئيس الجمهورية (نوري المالكي وأسامة النجيفي وإياد علاوي) ونواب رئيس مجلس الوزراء (بهاء الأعرجي وصالح المطلك وروز نوري شاويس) في استجابة للاحتجاجات الشعبية الأخيرة، وأقر مجلس الوزراء العراقي القرارات التي أصدرها.[14]
- بعد مظاهرات واحتجاجات إستمرّت حوالي عام قرر العبادي في نيسان 2016 تشكيل حكومة تكنوقراطية وكفاءات جديدة وإختار الشخصيات المستقلة فيما أبقى منصب وزارة الخارجية لـ إبراهيم الجعفري.[15]

## أبرز المفكرين العالميين لعام 2017
إختارت مجلة فورين بوليسي الأميركية رئيس الوزراء العراقي حيدر العبادي كأبرز المفكرين العالميين لعام 2017، وأشار كاتب التقرير أن العبادي استطاع أن يرجع العراق موحداً.

## روابط خارجية
- حيدر العبادي على موقع مونزينجر (الألمانية)
- حيدر العبادي  على فيسبوك.
- حيدر العبادي على تويتر